# 1260
سنة 1260 كانت سنة كبيسة تبدأ يوم الخميس (الرابط يظهر نموذج التقويم الكامل للسنة) من التقويم اليولياني.

## أحداث
- 3 ايلول (سبتمبر) - معركة عين جالوت بين المماليك بقيادة قطز والمغول بقيادة كتبغا.

## مواليد
- ابن عبد الحق.
- ابن عطاء الله السكندري.
- السعيد ناصر الدين محمد.
- الكامل محمد بن غازي.
- تقي الدين الاخنائي.
- خوان من قشتالة.
- كمال الدين الفارسي.
- ميستر إكهرت.
- ميشتهليد فون ماجدبورج.

## وفيات
- ابن الأبار القضاعي.
- الناصر يوسف.
- سيف الدين قطز.
- عبد الله بن عمر البيضاوي.
- كتبغا.
- نجم الدين مختار الزاهدي